# Adrian Despot
Adrian Despot (21 martie 1976, Felnac, lângă Arad) este un cântăreț român de muzică rock.

## Biografie
Născut la 21 martie 1976, în Felnac, Arad, este compozitor, producător și estetician muzical, absolvent al secției de Pedagogie a Universității Naționale de Muzică din București, absolvent SAE Institute (School of Audio Engineering) - Köln , membru în Comisia de Specialitate a CREDIDAM (Centrul Român pentru Administrarea Drepturilor Artiștilor interpreți).
În 1996, a participat la un show de televiziune care va face mare audiență pentru TVR, "Școala Vedetelor". La finele aceluiași an este cooptat în trupa de rock Vița de Vie, fondată de către Sorin Tănase și Sorin Dănescu. Trupa semnează un contract cu Zone Records, și apare pe piață primul album, „Rahova”.
Avându-l pe Adrian Despot ca solist, trupa a lansat albumele Rahova (1997), Fenomental (1999), Exxtra (2001), Doi (2002), 9704 (2004), Egon (2007), FETISH (2010), Acustic (2013) obținând Premiul pentru debut (1998 - Rahova), Premiul pentru cea mai bună trupă rock și cea mai bună piesă rock (2000-Fenomental/Basul și cu toba mare) și Premiul pentru cel mai bun album de rock alternativ (2001 - Exxtra). Tot în 2001, el a colaborat cu Paraziții, pentru melodia "Shoot Yourself". În anul 2002, Vița de Vie formează VdVmusic, propriul studio audio/video și devine o formație independentă, începând să își producă singură albumele și videoclipurile.
Este unul dintre supraviețuitorii Incendiului din clubul Colectiv din data de 30 octombrie 2015. Datorită demisiei din data de 4 noiembrie 2015 a Guvernului condus de premierul Victor Ponta în urma protestelor generate de această tragedie, Despot a fost unul dintre cei convocați de președintele Klaus Iohannis în calitate de „reprezentant al societății civile și al protestatarilor” la Palatul Cotroceni cu ocazia întrunirilor necesare pentru formarea unui nou Guvern. Ulterior a declarat că regretă că a participat la această întrunire. 
De-a lungul timpului, a făcut parte din juriul unor emisiuni de televiziune precum „Vocea României“ (Pro TV), „Megastar“ (Prima TV) și „Pop Stars“ (Pro TV).
În anul 2004,Adrian Despot a colaborat cu trupa de hip hop "Paraziții" pe albumul "Jos cenzura!".